# غلام مارگیری
غلام مارگیری مشهور به خلیفه غلام مارگیری و غلامعلی مارگیر (زاده ۱۳۱۳ روستای گرازوئیه بندزرک میناب - درگذشته ۸ خرداد ۱۳۹۴بندزرک) آوازخوان، خنیاگر، بابا زار و نوازنده دف بود.
او یکی از هنرمندان فعال در عرصه‌ی موسیقی نواحی ایران بود که در دهه ۶۰ توسط محمدرضا درویشی با همراهی ابراهیم زارعی به دنیای موسیقی و هنر شناسانده شد.
مارگیری که به بابازار ایران هم شناخته می‌شود در روستای گرازوئیه میناب زندگی می‌کرد و توانست صدای موسیقی بومی محلی شرق هرمزگان را به جهان معرفی کند.

## زندگی
غلام مارگیری سال ۱۳۱۳ در روستای بندزرک محله گرازوئیه. میناب از توابع استان هرمزگان به دنیا آمد و از نوجوانی به دنبال کسب حرفه پدرش بود.
یکی از ویژگی‌های مارگیری هنر اجرایش بود، به گونه‌ای که هنگام اجرای موسیقی تماشاگر را مسحور آوا و نوای خودش می‌کرد و در نوازندگی و خوانندگی‌اش نوعی درام نمایشی نهفته بود.
مارگیری یکی از بابازارهای شناخته شده منطقه شرق استان هرمزگان هم بود که با موسیقی به درمان بیماران می‌پرداخت و در باد نوپان (نوعی زار) مهارت داشت.
غلام مارگیری ۸ خردادماه ۱۳۹۴ بر اثر سکته مغزی درگذشت.

## اجراها
مارگیری در اغلب اجراهایش به همراه پسرش عباس سمایی و گاهی مواقع نوه‌هایش در جشنواره‌های متعددی در ایران و خارج از ایران شرکت و اجرا می‌کرد از جمله: بیستمین جشنواره موسیقی فجر (۱۳۸۳)، نخستین جشنواره سراسری نعت‌خوانان (۱۳۸۵، فرهنگسرای هنر)، شانزدهمین جشنواره موسیقی آئینی ذکر و ذاکرین (۱۳۸۵، کاخ نیاوران)، بیست و پنجمین جشنوارهٔ موسیقی فجر (۱۳۸۸) بخش ویژهٔ «ذکر و ذاکرین و مولودی»، بیست و نهمین جشنواره موسیقی فجر(۱۳۹۲، بندرعباس) و جشنواره موسیقی‌های مذهبی در آلمان.
آخرین اجرای وی فروردین ۱۳۹۴ در جشنواره جهانی ۴۰۲۰ وین اتریش بود که علیرضا ملاحسینی و  قنبر راستگو هم او را همراهی می‌کردند.
قرار بود مارگیری در دومین جشنواره موسیقی نواحی و آیینی آینه‌دار هم اجرا کند که به علت فوت ناگهانی‌اش میسر نشد. در مراسم اختتامیه این جشنواره فیلم کوتاهی درباره زندگی غلام مارگیری که ۱۰ روز قبل از برگزاری جشنواره درگذشت، پخش شد.

## آلبوم‌شناسی
از آثار غلام مارگیری تاکنون دو آلبوم منتشر شده‌است که هر دو اثر مشترک او و فرزندش عباس سمایی است.
آوازهای زار سال ۱۳۸۲ از سوی نشر ماهور منتشر شده و شامل ۲۶ قطعه از آواها و نواهای زار است.
مولودخوانی (ذکر حلقه) دومین اثر «غلام مارگیری» و «عباس سماعی» و یکی از سری آلبوم‌های موسیقی نواحی ایران است که سال ۱۳۹۴ مؤسسهٔ ماهور آن را منتشر کرده‌است.
این آلبوم که به‌نوعی آخرین ضبط استودیویی غلام مارگیری است چندین سال پیش توسط محمدرضا درویشی انجام شد.
آلبوم مولودخوانی (ذکر حلقه) شامل ۱۴ قطعه به نام‌های «صلی الله علیه و سلم»، «سلطان رجال»، «مرحبا یا مرحبا»، «الله ولی نام المولی»، «المدد دستم گیر پیران پیر»، «مدد یا شاه جیلانی»، «الله ولی»، «الله مولا»، «المدد دستم گیر زنده پیر»، «باغ جنت»، «صلو علی احمد فی الحاضرین»، «مست قلندر (ذکر حلقه)»، «مست کلندر»، «مرحبا یا مرحبا» را شامل می‌شود.
مولودخوانی یک آیین کهن اعتقادی و موسیقایی است که در طول زمان ردپای بسیاری از باورهای رایج در آن به جای مانده و از بزرگان اسلام و اهل طریقت صوفیه، آسایش و آرامش درخواست می‌شود.

## از نگاه دیگران
در پی درگذشت غلام مارگیری برخی چهره‌های فرهنگ و هنر کشور دربارهٔ او سخن گفتند:
علی مرادخانی (معاون امور هنری وزارت فرهنگ و ارشاد اسلامی) در پیام تسلیتی نوشت: «غلام مارگیری یکی از بزرگان موسیقی جنوب ایران محسوب می‌شد که جایگاه ویژه‌ای در بین موزیسین‌ها داشت و قطعاً کسی جای او را پر نخواهد کرد.»
پیتر لایش (مدیر فستیوال ۴۰۲۰ اتریش) با ارسال پیام تسلیتی دربارهٔ مارگیری گفت: از شنیدن خبر درگذشت غلام مارگیری بسیار اندوهگین شدم. جذبه و نوای ساز و شخصیت متمایز، از ویژگی‌های برجسته این مرد بزرگ بود و می‌توان گفت وی نه تنها یک موزیسین موفق بود، بلکه شخصیتی منحصر بفرد داشت و از این که افتخار میزبانی این را در کشور اتریش و در فستیوال ۴۰۲۰داشتم بر خود می‌بالم.»
علی رضایی (محقق و پژوهشگر فرهنگ هرمزگان) ضمن تأکید بر شأن و جایگاه مارگیری در حوزه موسیقی نواحی و قومی، دربارهٔ او گفت: او میراث دار آن بخش از موسیقی هرمزگان بود که توأم با راز و رمز و غیرقابل ثبت و ضبط بود و فقط به صورت شفاهی و سینه به سینه به آن که شایسته‌است منتقل می‌شد و با درگذشت وی بخش قابل توجهی از این نوع فرهنگ و هنر به غبار زمان پیوست.